# Raúl Argemí
Raúl Argemí (1946) es un escritor argentino, y militante del ERP y Montoneros, actualmente radicado en su país de origen, luego de 12 años en España. Su obra ha ganado diversos premios, el Hammett entre ellos, y se ha traducido al francés, italiano, holandés, alemán y griego.

## Biografía
Nacido en La Plata, capital de la Provincia de Buenos Aires, Argentina, Raúl Argemí se dedicó tempranamente a las artes escénicas como autor y director teatral. 
A comienzos de los años 70 participó en varios grupos militantes de izquierda Argentina como el ERP, Montoneros, FAL, FAP, y otros, participando en diversos ilícitos y actos terroristas.
Fue encarcelado por el asesinato del juez Jorge Vicente Quiroga el 28 de abril de 1974 del que fue uno de sus autores materiales como militante del ERP (por el que, junto con Marino Amador Fernández, fue condenado a 25 años de prisión). Además, fue uno de los autores del robo a Banco Nacional de Desarrollo, a metros de la Plaza de Mayo, la noche del 29 al 30 de enero de 1972.
Pasó toda la dictadura del gobierno militar argentino encarcelado, y tras el regreso de los gobiernos democráticos recuperó la libertad. Es en ese momento cuando comienza a hacer periodismo, actividad que nunca abandonó. Durante su estancia en la Ciudad de Buenos Aires fue jefe de Cultura y director de Claves y colaborador en la Edición Cono Sur de Le monde diplomatique. En 1986 se traslada a la Patagonia, donde trabaja en la prensa regional. La fuerte impronta del paisaje de esta región austral del mundo lo atrapó: la mayoría de sus novelas tienen a la Patagonia como escenario. 
Luego de percibir una suma de dinero de parte del Estado Nacional argentino en concepto de indemnización por aplicación de la Ley Reparatoria N° 24.043, en 2000 se traslada a España, país en el que su carrera de escritor da un salto y publica asiduamente sus novelas, muchas de ellas resultado de largos años de elaboración durante su vida en La Patagonia. De la mano de sus libros, comienzan a llegar los premios y las traducciones para otros países de Europa.
Desde 2013 reside en Buenos Aires, Argentina. 

## Su obra
- El gordo, el francés y el ratón Pérez. (Novela) Buenos Aires, 1996. Catálogos.
  - Traducido al francés: Le gros, le français et la souris. 2005. Rivages/Noir.
  - Editado en digital por Sigueleyendo, en edición revisada por el autor. 2013. Enlace: https://web.archive.org/web/20130622190002/http://www.sigueleyendo.es/products-page/coleccion-de-autor/el-gordo-el-frances-y-el-raton-perez/ Editado en Argentina en 2013 por Punto de Encuentro. Editado en audiolibro por Audiomol, 2015. http://audiomol.com/audiolibro-de-el-gordo-el-frances-y-el-raton-perez.html Archivado el 4 de marzo de 2016 en Wayback Machine.

- Los muertos siempre pierden los zapatos.(Novela) Sevilla, 2002. Algaida.
  - XXI  Premio de Novela Felipe Trigo
  - Traducido al francés: Les morts perdent toujours leurs chaussures. 2007. Rivages/Noir.

- Negra y Criminal. Barcelona, 2003. Zoela. Novela escrita entre 12 autores: Andreu Martín, Alicia Giménez Bartlett, Francisco González Ledesma, Jaume Ribera, entre otros.

- Penúltimo nombre de guerra. (Novela) Sevilla, 2004. Algaida.
  - Premio Dashiell Hammett 2005, XIII Premio Internacional de Novela Luis Berenguer, Premio 2005 Brigada 21 a la mejor novela original en castellano, Premio Novelpol 2005, Premio Hammett 2005.
  - Traducido al italiano: Penúltimo nome di battaglia. Editorial Nuova Frontiera, 2006.
  - Traducido al holandés: Alias. Editorial De Boeekenplank, 2007.
  - Traducido al alemán: Chamäleon Cacho. Unionsverlag, 2008.
  - Traducido al francés: Ton avant-dernier nom de guerre. 2013. Rivages/Noir.

- Patagonia Chu Chu. (Novela) Sevilla, 2005. Algaida.
  - VII Premio de Narrativa Francisco García Pavón
  - Traducido al italiano: Patagonia ciuf ciuf. Editorial Nuova Frontiera, 2007.
  - Traducido al francés: Patagonia T-Chouf T-Chouf. Rivages/Noir, 2010. Relanzado en 2019.

- Siempre la misma música.(Novela) Sevilla, 2006. Algaida.
  - Traducido al alemán: Und der Engel spielt dein Lied. Unionsverlag, 2010.
  - XXVIII Premio Tigre Juan, 2005

- Otra visión crítica de Argentina (Ensayo), publicado en el volumen “Entre la violencia y la reparación/ Estudios interdisciplinarios sobre procesos de democratización en Iberoamérica”, editado por Edition Tranvía- Verlag Walter Frey. Berlín, Alemania. 2008

- Retrato de familia con muerta.(Novela) Barcelona, 2008. Roca.
  - Premio L'H Confidencial 2008

- La última caravana. (Novela)Barcelona, 2008. Edebé.
  - Traducido al italiano: L'ultima carovana della Patagonia. Editorial Nuova Frontiera, 2010.

- Matar en Barcelona, antología de relatos policiales sobre casos reales ocurridos en diferentes épocas. Publicada Alpha Decay, España, 2009. Participa con el relato “El librero del ángel negro”.
  - Traducida y publicada en Italia en 2012, como Omicidio a Barcelona, por ediciones Barbes.

- La verdadera historia de Gretel y su hermano versión negra del relato Hansel y Gretel, publicado en la colección digital BICHOS de Sigueleyendo 2011

- Barcelona noir, antología de relatos policiales con varios autores, publicada en inglés por AkashicBooks, EE.UU. 2011. Participa con el relato “El delgado encanto de la mujer china” (The slender charm of chinese women)

- Pepé Levalián: El ladrón de paraguas. (Novela) Primer libro de la serie para niños entre los 8 y los 12 años, por Anaya, España, 2011.

- Pepé Levalián: bandidos y dragones. (Novela)Segundo libro de la serie para niños entre los 8 y los 12 años, por Anaya, España, 2011.
  - Editadas en Francia por la Editorial Mijade, bajo el título Les aventures de Léon eu Preux Chevalier. La primera en 2012 y la segunda en 2013.

- El ángel de Ringo Bonavena- (Novela) EDEBé, 2012

- En la frontera. Colección de relatos propios publicado en formato digital por Sigueleyendo, en 2013.

- Asesinatos profilácticos, antología editada por Ediciones Irreverentes, en la que participa con el relato “Los asesinos (Remaque Hemingway)”, 2012.

- Lava negra, antología de autores de Hispanoamérica, editada por Verbum en 2013, en la que participa con “Un pobre gato”, 2013.

- El sexo, la muerte y Caperucita Roja, trilogía negro erótica publicada por Audiomol en audiolibro: http://www.audiomol.com/audiolibro-de-el-sexo-la-muerte-y-caperucita-roja.html Archivado el 11 de julio de 2015 en Wayback Machine.

- A tumba abierta (Novela), Navona (España) 2015.
  - Traducido y publicado en francés por Rivages Noir como "A tombe ouvert". 2019.

- El Jhonny. (Relato) Antología “Los bárbaros noir”. EEUU, Argentina. 2019.

- Dos ciegos para Bairoletto. (Relato) Antología “Borges negro y criminal”. Edit. "Revolver", Argentina. 2019.